# Secastilla
Secastilla es un municipio de la provincia de Huesca, en la comunidad autónoma de Aragón, España.

## Geografía

### Núcleos de población del municipio
- Secastilla (capital del municipio)
- Bolturina (despoblado)
- Torreciudad
- Ubiergo
- Puy de Cinca

## Demografía
Secastilla cuenta con una población de 149 habitantes (INE 2024).
| Gráfica de evolución demográfica de Secastilla entre 1842 y 2021 |
| |
| Población de derecho según los censos de población del INE Población de hecho según los censos de población del INEEntre el censo de 1857 y el anterior, crece el término del municipio porque incorpora a Puidecinca, Ubiergo y Bolturina o Volturina |

## Administración y política
| Período   | Alcalde                   | Partido |  |
| --------- | ------------------------- | ------- |  |
| 1979-1983 | Antonio Tobeña Guiel      | UCD     |  |
| 1983-1987 | José Luis Arasanz Turmo   | AP      |  |
| 1987-1991 | Antonio Vidal Rabal       | AP      |  |
| 1991-1995 | Luis Rabal Nacenta        | PDP     |  |
| 1995-1999 | Ramón Torres Lasierra     | PP      |  |
| 1999-2003 | Luis Miguel Rabal Almazor | PP      |  |
| 2003-2007 | Luis Miguel Rabal Almazor | PP      |  |
| 2007-2011 | Luis Miguel Rabal Almazor | PP      |  |
| 2011-2015 | José Luis Arasanz Turmo   | PP      |  |
| 2015-2019 | Ángel Vidal Abizanda      | PSOE    |  |

| Partido político    | Partido político                                   | 2011   | 2015   | 2019   | 2023   |
| Partido político    | Partido político                                   | Ediles | Ediles | Ediles | Ediles |
|                     | Partido de los Socialistas de Aragón (PSOE-Aragón) | 1      | 3      | 3      | 2      |
|                     | Partido Popular de Aragón (PP)                     | 4      | 2      | 2      | 3      |
| Total de concejales | Total de concejales                                | 5      | 5      | 5      | 5      |

## Fiestas locales
- 29 de abril.
- Tercera semana de agosto, en honor de san Joaquín.
- 17 de enero. Se celebra la fiesta de San Antonio.
- 29 de enero. Se celebra la fiesta de San Valero.